# Vacherin fribourgeois

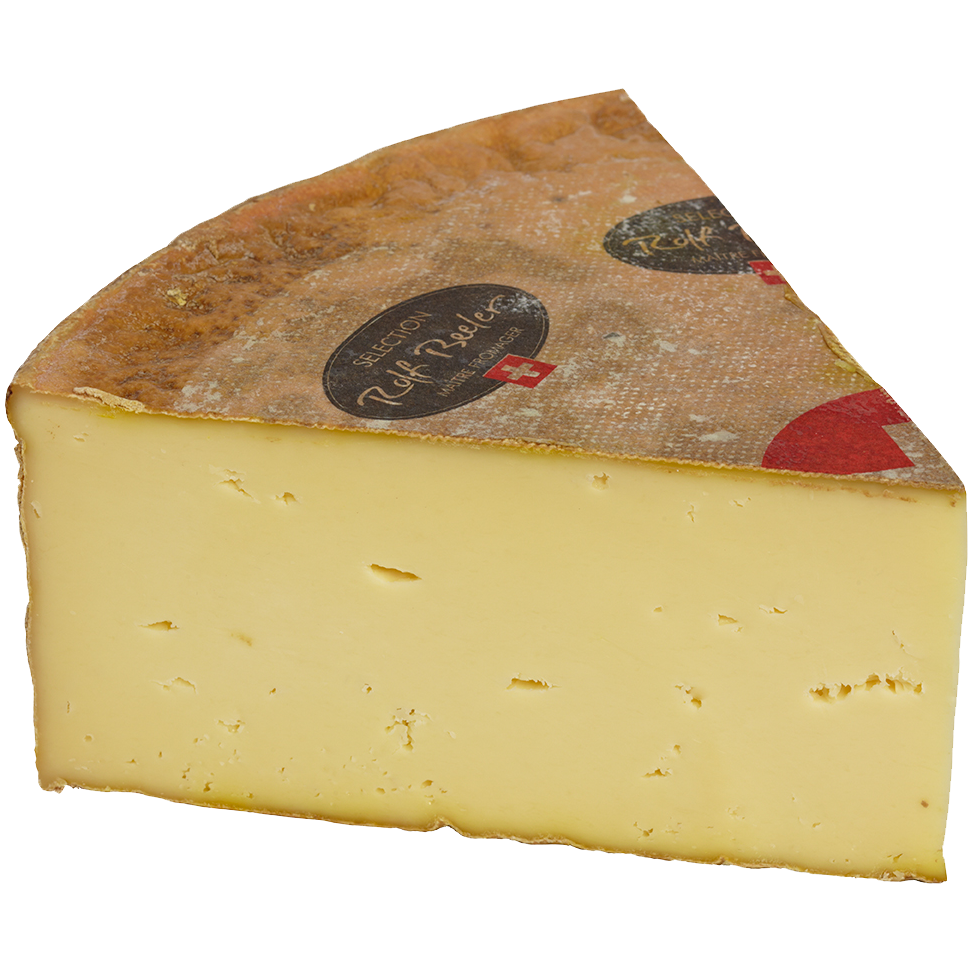
Vacherin fribourgeois

Der Vacherin fribourgeois ist ein Halbhartkäse aus dem Kanton Freiburg in der Schweiz. Er ist auch unter dem Namen Freiburger Vacherin bekannt. Er genießt seit 2005 in der Schweiz den Status einer geschützten Herkunftsbezeichnung und gehört zum Kulinarischen Erbe der Schweiz. Seit 2011 ist die Ursprungsbezeichnung auch in der EU anerkannt.
Der Vacherin fribourgeois sollte nicht mit dem Schweizer Weichkäse Vacherin Mont-d’Or und dem französischen Rohmilchkäse Vacherin du Haut-Doubs verwechselt werden.

## Herstellung
Er wird ausschließlich im Kanton Freiburg sowie der Berner Gemeinde Münchenwiler aus roher oder thermisierter Kuhmilch hergestellt, die Verfütterung von Silage ist nicht zulässig. Nach dem Dicklegen mit Lab bei einer Temperatur von 30 bis 33 °C wird der Bruch auf Weizenkorn- bzw. Haselnussgröße zerkleinert. Nach dem Pressen wird er für 30 Tage ein einem Keller bei 12 bis 18 °C und 88 bis 96 % Luftfeuchtigkeit auf einem Brett aus Fichtenholz vorgereift, danach folgt die Lagerung bei 10 bis 16 °C und 90 bis 98 % Luftfeuchtigkeit. Dabei wird er regelmäßig gewendet und mit Schmierwasser oder Salzwasser abgerieben, dem das Brevibacterium linens hinzugefügt werden darf. Insgesamt dauert die Reifung mindestens 9 Wochen, je nach Variante auch bis zu 6 Monate. Die Rinde ist gelbbraun bis graubraun oder rotbraun. Das Gewicht eines Käselaibs beträgt 5 bis 9 kg, der Durchmesser des Laibs 30 bis 40 cm, die Höhe 6 bis 9 cm. Jeder Laib ist mittels einer Markierung auf der Umreifung aus Gazebinde oder Fichtenholz rückverfolgbar. Die Jahresproduktion dieses Käses liegt bei ca. 2000 Tonnen. Nur circa 5 % der produzierten Käse wird aus Rohmilch hergestellt, typischerweise auf Almen.
Bei einem Fettgehalt in der Trockenmasse von mindestens 45 % hat der Vacherin fribourgeois einen ausgeprägten milden, aber würzigen Charakter und einen zart schmelzenden Teig. Wegen dieser Eigenschaften wird er gerne für Käsefondue verwendet.